# Elías Moreno Brizuela
Elías Miguel Moreno Brizuela (n. Catemaco, Veracruz, 23 de septiembre de 1957) es un médico cardiólogo y político mexicano, exmiembro del Partido de la Revolución Democrática, que ha sido diputado federal, senador de la República y secretario de Protección Civil del Gobierno del Distrito Federal.

## Biografía
Ha sido electo diputado federal a la LVI Legislatura de 1994 a 1997, fue oficial mayor del Comité Ejecutivo Nacional del PRD de 1999 a 2000 y en el 2000 fue elegido Senador de la República por la lista nacional para el periodo que terminó en 2006. A inicios de 2007 fue designado Secretario de Protección Civil por el Jefe de Gobierno del Distrito Federal, Marcelo Ebrard. En el año 2012 fue designado Jefe de la Oficina del Jefe de Gobierno del Distrito Federal por Miguel Ángel Mancera.
Actualmente es un ciudadano independiente.
- Datos: Q5830225